# Функция Радемахера

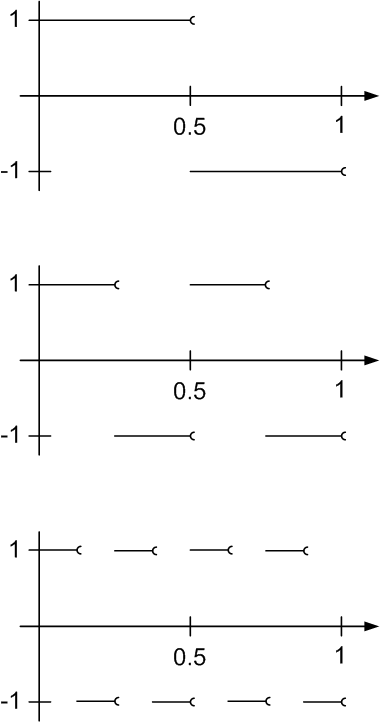
Графики функций Радемахера с

Функция Радемахера — кусочно-постоянная периодическая функция, принимающая только два значения 1 и −1 на всей области определения. Введены Гансом Радемахером в 1922 году. График функции представляет собой меандр.
Функция Радемахера может быть выражена следующим образом:
{\displaystyle \operatorname {rad} _{n}(x)=\operatorname {sign} \left(\sin \left(2^{n}\pi x\right)\right)}
Система функций Радемахера является ортонормированной в пространстве {\displaystyle L^{2}[0,1]}, поскольку:
{\displaystyle \int _{0}^{1}\operatorname {rad} _{n}(x)\cdot \operatorname {rad} _{m}(x)\mathrm {d} x=\delta _{mn}},
где {\displaystyle \delta _{mn}} — символ Кронекера.
Система функций Радемахера является неполной. На их основе можно построить функции Уолша:
{\displaystyle \operatorname {wal} _{\nu }(x)=\operatorname {rad} _{\operatorname {lb} \nu }(x)},
где {\displaystyle \operatorname {lb} \nu =\log _{2}\nu } — двоичный логарифм.
Функцию Радемахера можно задать через функцию Хаара {\displaystyle \psi (x)}:
{\displaystyle \operatorname {rad} _{\nu }(x)=\sum _{k=-\infty }^{\infty }\psi (2^{\nu }x+k)}